# Hahnia lobata
Hahnia lobata là một loài nhện trong họ Hahniidae.
Loài này thuộc chi Hahnia. Hahnia lobata được Robert Bosmans miêu tả năm 1981.